# Mayar Khatawi
Mayar Khatawi, född 25 maj 2010 i Malmö, är en svensk fotbollsspelare, som spelar som mittfältare och som representerar Malmö FF.

## Biografi
Khatawi är född i Malmö och flyttade som 6-åring till Småland där började spela fotboll i IFK Stockaryd/Rörviks IF. När familjen några år senare återvände till Malmö började hon spela för MFF:s flicklag. Hon var under vintern 2024/2025 med i truppen under A-lagets träningsläger i Spanien. I april 2025 debuterade hon i Damallsvenskan. Samma år skrev på ett A-kontrakt med Malmö FF som sträcker sig till sommaren 2028.